# Cudowne dziecko
Cudowne dziecko – osoba, która we wczesnym wieku opanowała co najmniej jedną trudną umiejętność na poziomie dorosłego profesjonalisty. W odróżnieniu od dziecka wykazującego duże ogólne zdolności, cudowne dziecko silniej koncentruje się na jednym rodzaju aktywności.
Jedna z heurystyk klasyfikujących cudowne dziecko brzmi następująco: cudowne dziecko to dziecko, zazwyczaj w wieku poniżej 15 lat, które w jakiejś wyjątkowo wymagającej dziedzinie uczestniczy na poziomie wysoko wykwalifikowanej osoby dorosłej. Stopień „cudowności” dziecka wyznaczany jest przez poziom jego talentu w stosunku do wieku. Przykładami cudownych dzieci byli za młodu: Wolfgang Amadeus Mozart w muzyce, Carl Friedrich Gauss w matematyce, Pablo Picasso w sztukach plastycznych.

## Przykłady cudownych dzieci

### Matematyka
- Alexis Clairaut (1713–1765) w wieku 12 lat przedstawił swoją pierwszą rozprawę na temat linii krzywych przed członkami Królewskiej Akademii Nauk.
- Carl Friedrich Gauss (1777–1855) dokonał przełomowych odkryć w algebrze w zakresie rozwiązywalności równań, wciąż będąc nastolatkiem.
- Srinivasa Ramanujan (1887–1920) mając 13 lat, odkrył samodzielnie tożsamość Eulera.
- William James Sidis (1898–1944) został przyjęty na Uniwersytet Harvarda w wieku lat 11 i ukończył studia z wyróżnieniem w wieku lat 16.
- Terence Tao (ur. 1975) – australijski matematyk, jeden z najmłodszych medalistów międzynarodowej olimpiady matematycznej. W roku 2006 otrzymał medal Fieldsa.
- Norbert Wiener (1894–1964) otrzymał doktorat w wieku 18 lat za rozprawę na temat logiki matematycznej.

### Fizyka
- Kim Ung-yong (ur. 1963) obronił doktorat w wieku 16 lat.

### Muzyka
- Fryderyk Chopin (1810–1849) pierwsze koncerty grał w wieku 7 lat.
- Wolfgang Amadeus Mozart (1756–1791) napisał pierwszą symfonię w wieku 8 lat.
- Georg Philipp Telemann (1681–1767) pierwszą operę napisał w wieku 12 lat.
- Stevie Wonder (1950–) pierwszy album muzyczny nagrał w wieku 11 lat.
- Alma Deutscher (2005–) w wieku 9 lat skomponowała koncert skrzypcowy, a rok wcześniej zaczęła komponować swoją operę.

### Literatura
- Howard Phillips Lovecraft (1890–1937) nauczył się czytać w wieku 2 lat, mając 5 lat napisał swoje pierwsze wiersze.
- Lope de Vega (1562–1635) – hiszpański dramatopisarz, jeden z najpłodniejszych autorów w historii literatury. Swoją pierwszą sztukę napisał w wieku 12 lat, mając 5 lat swobodnie czytał po łacinie.

### Osiągnięcia językowe
- Jean-François Champollion (1790–1832) w wieku 16 lat odczytał swoją pracę naukową w akademii w Grenoble. Odcyfrował napisy na kamieniu z Rosetty przyczyniając się do odczytania starożytnych hieroglifów egipskich.
- John Stuart Mill (1773–1829) we wczesnej młodości poznał kilka martwych języków, m.in. łacinę i grekę.
- Thomas Young (1806–1873) we wczesnym wieku przekładał demotyczne pismo egipskie.